# 円頓寺 (大田区)
円頓寺（えんとんじ）は、東京都大田区にある日蓮宗の寺院。

## 概要
1590年（天正18年）、日芸の開基である。日芸は当地の豪族行方氏の一族で、小田原合戦で討死した行方直清の弟である。日芸は出家して行方氏の旧屋敷跡に兄と一族の菩提を弔うために寺を建立したという。
境内には、日芸と兄の行方直清の供養塔がある。

## 交通アクセス
- 梅屋敷駅より徒歩7分。